# Список аністид України
Список кліщів-аністид України включає 10 видів з 8 родів і 2 підродин та є дійсним станом на 2008–2009 роки.

## Обсяги підродин
- Anystinae — 2 види та 2 роди
- Erythracarinae — 8 видів та 6 родів

## Обсяги родів
- Anystis — 1 вид
- Chaussieria — 1 вид
- Erythracarus — 2 види
- Lacteoscythis — 2 види
- Paratarsotomus — 2 види
- Tarsolarcus — 2 види
- Tarsotomus — 2 види
- Tencateia — 1 вид

## Контрольний список аністид України

### Anystinae

#### Anystis
- Anystis baccarum (Linnaeus, 1758)

#### Tencateia
- Tencateia besselingi Oudemans, 1936

### Erythracarinae

#### Chaussieria
- Chaussieria domestica (C. L. Koch, 1847)

#### Erythracarus
- Erythracarus parietinus (Hermann, 1804)
- Erythracarus pyrrholeucus (Hermann, 1804)

#### Lacteoscythis
- Lacteoscythis arenaria Pogrebnyak, 1995

#### Paratarsotomus
- Paratarsotomus sabulosus (Berlese, 1885)

#### Tarsolarcus
- Tarsolarcus longisetus Barilo, 1984

#### Tarsotomus
- Tarsotomus hercules (Berlese, 1882)
- Tarsotomus ignicolus (Barilo, 1984)